# Bagno di Romagna
Bagno di Romagna är en ort och kommun i provinsen Forlì-Cesena i regionen Emilia-Romagna i Italien. Kommunen hade 5 815 invånare (2018).